# Lorinza Harrington
Lorinza Harrington Jr. (ur. 2 października 1980 w Wagram, w stanie Karolina Północna) – amerykański koszykarz występujący na pozycji rozgrywającego. W latach 2009–2012 grał kolejno w Asseco Prokomie Gdynia, Treflu Sopot oraz Anwilu Włocławek.

## Osiągnięcia
Na podstawie, o ile nie naznaczono inaczej.
Drużynowe
- Mistrz:
  - Słowenii (2009)
  - Polski (2010)
  - Ukrainy (2004)
- Zdobywca:
  - pucharu:
    - Słowenii (2009)
    - Polski (2013)

  - Superpucharu Polski (2012)
- Finalista Pucharu Hiszpanii (2006)
- Uczestnik:
  - rozgrywek:
    - pucharu Rosji (2008)
    - Eurocup (2004, 2008)
    - Euroligi (2009, 2010)
    - Ligi Adriatyckiej (2009)

Indywidualne
- Uczestnik meczu gwiazd Eurochallenge (2004)

## Statystyki podczas występów w PLK
| Sezon     | Drużyna       | M  | S5 | MPG  | FG% | 3P% | FT% | RPG | APG | SPG | BPG | PPG |
| --------- | ------------- | -- | -- | ---- | --- | --- | --- | --- | --- | --- | --- | --- |
| 2009/2010 | Asseco Prokom | 30 | 17 | 15,5 | 42% | 33% | 79% | 3,0 | 1,9 | 0,9 | 0,1 | 3,9 |
| 2010/2011 | Trefl         | 31 | 9  | 25,2 | 34% | 29% | 75% | 3,2 | 3,0 | 1,1 | 0,1 | 6,5 |
| 2011/2012 | Anwil         | 21 | 1  | 16,6 | 41% | 25% | 68% | 3,0 | 1,7 | 0,9 | 0,0 | 5,5 |